# UC 98
UC 98 war ein U-Boot der Kaiserlichen Marine vom Typ UC III, das im Ersten Weltkrieg gebaut, aber nicht mehr eingesetzt wurde.

## Geschichte
Das Boot entstand unter der Baunummer 332 bei Blohm & Voss in Hamburg. Es lief am 17. März 1918 vom Stapel und konnte am 10. September unter dem Kommando von Kapitänleutnant Heinz Stamer in Dienst gestellt werden. Bis Kriegsende ging UC 98 jedoch nicht mehr auf Feindfahrt. Gemeinsam mit anderen Booten kam das Boot am 24. November in Harwich an, um an die Entente ausgeliefert zu werden. Es wurde zur italienischen Kriegsbeute erklärt und im April 1919 in La Spezia abgebrochen.